# Országos Érdekegyeztető Tanács
Az Országos Érdekegyeztető Tanács (OÉT, korábban Érdekegyeztető Tanács, ÉT) a magyar munkavállalók, munkaadók és a kormány háromoldalú (tripartit) egyeztető fóruma volt, amely a munka világával összefüggő kérdésekről, a jövedelemelosztásról, illetve ezzel összefüggésben a gazdaságpolitikai keretekről folytatott tárgyalásokat, illetve kötött országos megállapodásokat. 

## Jogutóda
A második Orbán-kormány az érdekegyeztetés átalakítását és az OÉT megszüntetését tervező előterjesztését 2011. június 15-én tűzte az Országgyűlés napirendjére, július 30-ável pedig megszüntette azt. Helyébe a 2011. évi XCIII. törvény alapján a már csak javaslattételi jogkörrel bíró Nemzeti Gazdasági és Társadalmi Tanács lépett.Ahol jogszabály az Országos Érdekegyeztető Tanácsot említi, azon ezentúl a Nemzeti Gazdasági és Társadalmi Tanácsot kell(ett) érteni.

A közszolgálati alkalmazottak külön érdekegyeztető fórummal rendelkeztek, ez volt az Országos Közszolgálati Érdekegyeztető Tanács (OKÉT).
Az OÉT évente ajánlást fogalmazott meg a magánszektor következő évi átlagos béremelésére, illetve megállapodást köt a minimális munkabér következő évi szintjéről. 
A Tanács legfőbb fóruma a plenáris ülés volt, de számos döntés-előkészítő szakbizottsággal is rendelkezett, és létrehozhatott egyes témák behatóbb vizsgálatára egyedi („ad hoc”) bizottságokat is.

## Története
Elődje 1988 decemberében alakult, az igazi érdekegyeztetés azonban csak 1990-ben kezdődött, amikor a Tanács létszámát kibővítették és feladatköreit újra meghatározták.  A fórum jelentős szerepet játszott abban, hogy a rendszerváltás hozta társadalmi-gazdasági átmenet jelentős feszültségek nélkül ment végbe.

## Tagjai

### Munkavállalók
Egy-egy képviselőt küld az OÉT-be a hat magyar szakszervezeti szövetség:
- Autonóm Szakszervezetek Szövetsége
- Értelmiségi Szakszervezeti Tömörülés (ÉSZT)
- Liga Szakszervezetek (Liga)
- Magyar Szakszervezetek Országos Szövetsége (MSZOSZ)
- Munkástanácsok Országos Szövetsége (MOSZ)
- Szakszervezetek Együttműködési Fóruma (SZEF)

### Munkaadók
Az alábbi munkaadói szervezetek küldhetnek egy-egy képviselőt az OÉT-be:
- Agrár Munkaadói Szövetség
- Általános Fogyasztási Szövetkezetek és Kereskedelmi Társaságok Országos Szövetsége (ÁFEOSZ)
- Ipartestületek Országos Szövetsége (IPOSZ)
- Kereskedők és Vendéglátók Országos Érdekképviseleti Szövetsége (KISOSZ)
- Magyar Iparszövetség (OKISZ)
- Mezőgazdasági Szövetkezők és Termelők Országos Szövetsége (MOSZ)
- Munkaadók és Gyáriparosok Országos Szövetsége (MGYOSZ)
- Stratégiai és Közszolgáltató Társaságok Országos Szövetsége (STRATOSZ)
- Vállalkozók és Munkáltatók Országos Szövetsége (VOSZ)

### Kormányzati oldal
A kormány állandó képviselője a foglalkoztatási ügyekért felelős minisztérium államtitkára, de a kormánydelegációban a tárgyalt témákban érintett más minisztériumok képviselői is részt kapnak, különösen fontos ügyek tárgyalásakor pedig időnként megjelenik a Tanács plenáris ülésén a miniszterelnök is.

## Jogai
Az OÉT feladatairól, illetve jogairól részletesen alapszabálya rendelkezik, egyes kérdeket pedig törvényekbe fektettek (A munka törvénykönyve, a Foglalkoztatási törvény, a Szakképzési törvény, a Munkavédelmi törvény).

### Tájékozódási jog
A munkavállalói és a munkaadói oldalnak (együtt: a kormányzat szociális partnerei) tájékozódási joga van minden, érdekeiket érintő fontos kérdésben.

### Véleményezési jog
Minden őket érintő gazdasági, szociális és foglalkoztatási kérdésben születendő jogszabály előkészítése során véleményezési jog illeti meg a szociális partnereket. 

### Egyetértési jog
Csak a három oldal közösen dönthet többek közt egyeztetésük rendjéről, a közös ajánlásokról (mint a versenyszféra megcélzott éves átlagkereset-növekedése), az országos minimális munkabérről, a napi munkaidő leghosszabb mértékéről és a munkaszüneti napok meghatározásáról.

## Éves bérmegállapodások

### 2007-re
A 2007-es évre vonatkozó bérajánlásról 2006 végéig az OÉT-ben nem született megállapodás, a nagy véleménykülönbség miatt a munkaadók, illetve a kormányzat és a munkaadók közt.  Ezért a tárgyalások rendhagyó módon 2007 elején tovább folytatódtak.  (Addig egyedül 1995-ben, a Bokros-csomag néven ismert megszorító csomag évében nem született megállapodás.)
A 2007. január 30-án kötött megállapodás szerint az OÉT „2007-ben a bruttó keresetek 5,5–8%-os növelését ajánlja a vállalkozási szférának” Végül 2007-ben 9,2%-kal nőttek a versenyszféra bruttó átlagkereseteit 2007-ben (a 2006-os 9,4% után), a nettó béremelkedés azonban csak 3,9% volt (2006-ban 8,6%).

## Külső hivatkozások
- Az OÉT oldalai a Szociális és Munkaügyi Minisztérium honlapján
- Kell-e nekünk bármiről is egyeztetni? index.hu 2011. június 15.